# Afromylea natalica
Afromylea natalica är en fjärilsart som beskrevs av Boris Ivan Balinsky 1994. Afromylea natalica ingår i släktet Afromylea och familjen mott. Inga underarter finns listade i Catalogue of Life.